# NGC 5302
NGC 5302 is een balkspiraalstelsel in het sterrenbeeld Centaur. Het hemelobject werd op 30 maart 1835 ontdekt door de Britse astronoom John Herschel.

## Synoniemen
- ESO 445-43
- MCG -5-33-18
- PGC 49007